# ナースプレス
ナースプレスは株式会社エス・エム・エス（英：SMS.Co.,Ltd）が運営する看護師向けの情報サイト。看護の仕事に役立つ看護技術、手技などの情報が掲載されている。記事制作は1980年1月創刊の月刊「ナース専科」編集部が行っている。2018年８月から「ナース専科プラス」に名称変更した。